# Autobusy w Kielcach
Komunikacja miejska w Kielcach – przewozy realizowane przez Miejskie Przedsiębiorstwo Komunikacji oraz BP Tour na zlecenie Zarządu Transportu Miejskiego.

## Linie autobusowe
Obecnie na terenie Kielc i 11 sąsiadujących gmin kursuje 55 linii autobusowych (43 obsługiwanych przez MPK i 11 przez BP Tour), z czego:
- 48 linii zwykłych o numerach od 1 do 54 (bez linii 3, 6, 15, 17, 20, 22, 37, 39-40, 42, 48-49, 52) oraz od 102 do 114 (bez linii 105-106, 109-111, 113); 27 linii kursuje wyłącznie w obrębie miasta, 7 linii kursuje w obrębie miasta i wybranymi kursami wyjeżdżają poza granice miasta, 14 linii podmiejskich),
- 2 linie stałe obsługujące nekropolie: F, Z (kursy wyłącznie w weekendy i święta),
- sezonowa linia T współfinansowana przez samorząd województwa[2],
- 2 linie nocne: N1, N2,
- 2 linie bezpłatne kursujące w obrębie ścisłego centrum tzw. "zerówki". Są to linie 0W (zero wschód) oraz 0Z (zero zachód). Mają one charakter okrężny, zaczynają i kończą trasę na Pl. Konstytucji 3 Maja (przystanek Urząd Miasta).

W okresie od 28 października do 2 listopada kursują również dodatkowe linie: C1-10.

## Tabor

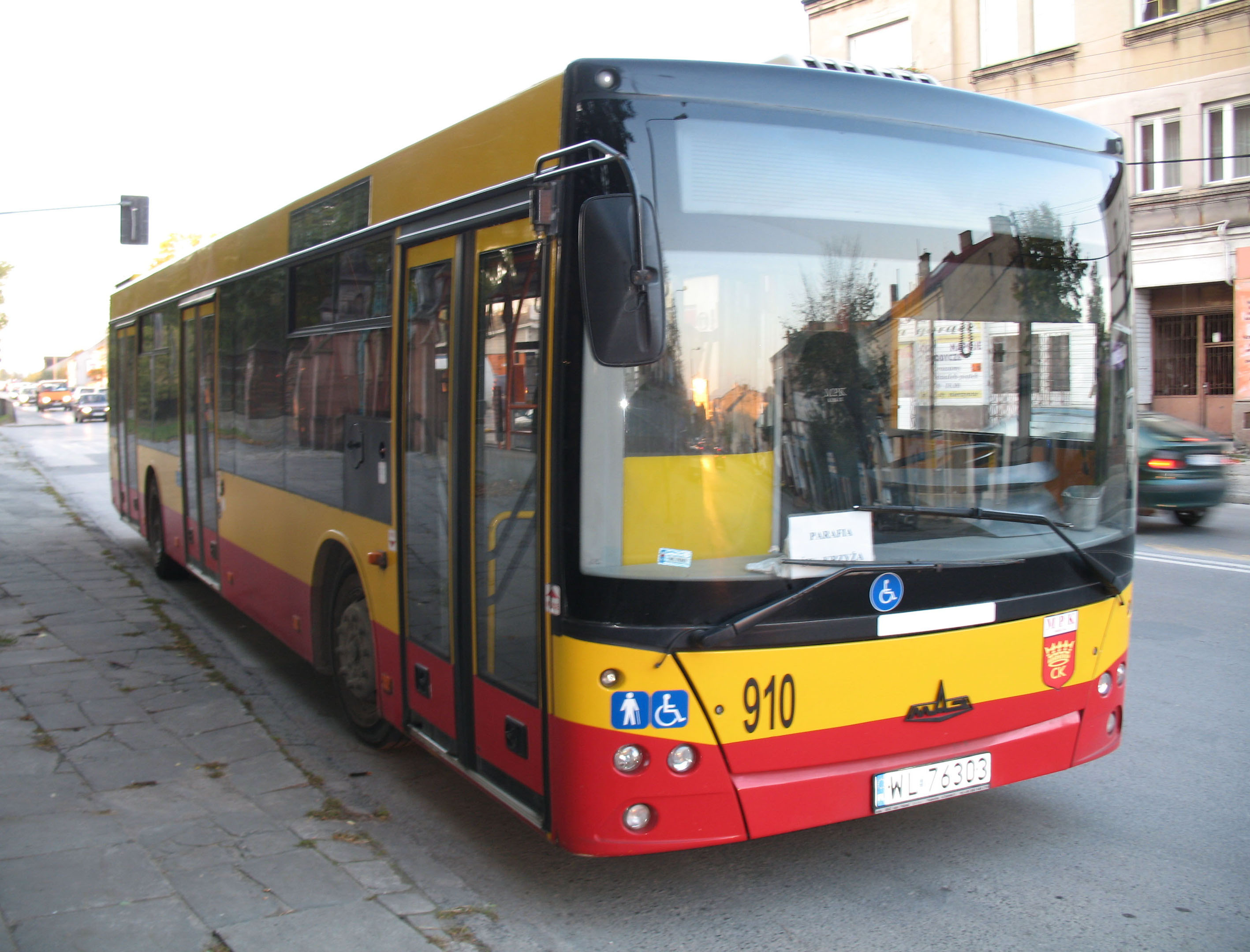
Autobus MAZ 203.076

Komunikacja miejska w Kielcach obsługiwana jest taborem KASP Kielce, MPK Kielce i ZTM Kielce. Wszystkie pojazdy są niskopodłogowe i posiadają automaty do sprzedaży biletów.
| Marka i model autobusu               | Rok produkcji         | Numer taborowy   | Liczba      |
| KASP KIELCE                          | KASP KIELCE           | KASP KIELCE      | KASP KIELCE |
| ------------------------------------ | --------------------- | ---------------- | ----------- |
| MAZ 203069                           | 2013-2015             | 015-017          | 3           |
| Temsa Avenue 12LF                    | 2015, 2017-2019       | 030-036, 039-045 | 14 (1)      |
| Temsa MD 9LE                         | 2018                  | 037-038          | 2 (2)       |
| MPK KIELCE                           |                       |                  |             |
| Solaris Urbino 18 III                | 2008, 2010, 2012-2014 | 238-243, 245-267 | 26          |
| Solaris Urbino 18 IV                 | 2021                  | 269-270          | 2           |
| Autosan Sancity 12Lx                 | 2017-2021             | 610-614          | 5           |
| Solaris Urbino 12 III                | 2008-2010, 2012-2013  | 361-398, 450-451 | 41 (2)      |
| Mercedes-Benz Conecto LF             | 2011                  | 400-403          | 4           |
| Mercedes-Benz Citaro O530K II        | 2013                  | 404              | 1 (1)       |
| Mercedes-Benz New Conecto            | 2022, 2024            | 405-406          | 2           |
| MAN NL280 Lion`s City 12 G           | 2022                  | 410-414          | 5           |
| MAN NL280 Lion`s City 12             | 2022-2023             | 415-424          |             |
| MAN NG330 Lion`s City 18             | 2023                  | 271-274          | 4           |
| Temsa Avenue 12LF                    | 2018                  | 600-607          | 8 (1)       |
| MAZ 203069                           | 2013                  | 007-014, 919     | 9           |
| MAZ 206085                           | 2013                  | 950-951          | 4           |
| ZTM KIELCE                           |                       |                  |             |
| Solaris Urbino 10 III                | 2010                  | 1001-1005        | 5           |
| Solaris Urbino 12 III                | 2009-2010             | 1201-1235        | 35          |
| Solaris Urbino 12 IV Hybrid          | 2017                  | 5001-5015        | 15          |
| Solaris Urbino 18 Hybrid Allisson II | 2017                  | 6001-6010        | 10          |

W nawiasach podano liczbę pojazdów obsługujących wyłącznie linie MPK.
Źródło:
- KASP Kielce:[3]
- MPK Kielce:[4]

## Historia przed 2019 rokiem

### Początki
Początek komunikacji miejskiej w Kielcach sięga początku lat 50. XX wieku. Wtedy to, 22 lipca 1951 roku powstał wydział, a następnie Zakład Komunikacji Miejskiej w ramach Miejskiego Przedsiębiorstwa Gospodarki Komunalnej w Kielcach.
Pierwsze 4 linie komunikacyjne zostały uruchomione na trasach:
- Kielce – Dąbrowa
- Kielce – Bukówka
- Kielce – Dyminy
- Kielce – Białogon

na bazie taboru wypożyczonego z Przedsiębiorstwa Państwowej Komunikacji Samochodowej.
Stan taboru wynosił 5 autobusów, a załogi 16 osób. Pierwsze autobusy Komunikacja Miejska otrzymała w roku 1954. Było to 6 autobusów marki "Chausson" po przebiegu pozyskanych z MZK Warszawa.

### Linie Miejskiego Przedsiębiorstwa Komunikacyjnego w Kielcach z 1968 roku
1 – Czerwonego Krzyża, Świerczewskiego (powr. Wesoła), Krakowska, KFP Białogon
2 – Plac Niepodległości, Żelazna, Waligóry, Ogrodowa, Marchlewskiego, Gagarina (powr. Ściegiennego), Ściegiennego-Jędrzejowska
3 – Plac Niepodległości, Sienkiewicza, Żeromskiego, Gwardii Ludowej, Tarnowska, Wojska Polskiego, Bukówka
4 – Plac Partyzantów, Kilińskiego, Świerczewskiego, Ściegiennego, Husarska, Marmurowa, Pakosz, Sportowa (powr. Sportowa, Husarska)
5 – Rewolucji Październikowej, Dąbrowa
6 – Częstochowska, 1.Maja, Buczka, Sienkiewicza, Staszica (powr. Solna, Buczka)
7 – Plac Niepodległości, Czarnowska, Okrzei, Dzierżyńskiego, Łączna, Jesionowa, Rewolucji Październikowej, Wiśniówka-Kopalnia, Kajetanów
8K – Zagórska-Głogowa, Sienkiewicza, Buczka, Karczówkowska-Podklasztorna
8C – Zagórska-Głogowa, Sienkiewicza, Buczka, Karczówkowska, Jagiellońska-Piekoszowska
9 – Waligóry, Buczka, Okrzei, Robotnicza, Skrzetlewska, Pawia, 1.Maja, Kostomłoty, Miedziana Góra
10 – Kościuszki-Pomorska, Armii Czerwonej, Domaszowice, Cedzyna
11 – Rewolucji Październikowej, Jesionowa, Łączna, Dzierżyńskiego-Cmentarz
12 – Plac Niepodległości, Czarnowska, Okrzei, Dzierżyńskiego, Łączna, Jesionowa, Rewolucji Październikowej, Świerszczyny, Masłów
13 – Czerwonego Krzyża, Świerczewskiego (powr. Wesoła), Ogrodowa, Nowotki, Krakowska, Fabryczna, Za Walcownią, Zalesie I, Zalesie II, Jaworznia
14 – Kościuszki-Pomorska, Armii Czerwonej, Domaszowice, Cedzyna, Radlin, Niestachów
15 – Plac Niepodległości, Żelazna, Waligóry, Nowotki, Krakowska, Pakosz, Sportowa
16 – Plac Niepodległości, Sienkiewicza, Żeromskiego, Gwardii Ludowej, Tarnowska, Popiełuszki, Wojska Polskiego, Bukówka, Suków
17 – Staszica, Solna, Buczka (powr. Sienkiewicza, Staszica), 1.Maja, Jagiellońska-Piekoszowska,
17M – Staszica, Solna, Buczka (powr. Sienkiewicza, Staszica), 1.Maja, Jagiellońska, Piekoszowska-Malików
18 – Plac Niepodległości, Sienkiewicza, Zagórska, Źródłowa, Armii Czerwonej, Radlińska
19 – Czerwonego Krzyża, Świerczewskiego (powr. Wesoła), Ogrodowa, Nowotki, Krakowska, Słowik, Zagrody, Nowiny-Kombinat
20 – Plac Niepodległości, Czarnowska, Okrzei, Dzierżyńskiego (Zagnańska), Łączna, Wiśniowa, Toporowskiego, Pocieszka, 1000-LPP, Domaszowska, Górna, Leszczyńska, Romualda, Armii Czerwonej, Źródłowa, Zagórska, Żeromskiego, Gwardii Ludowej, Ogrodowa, Waligóry, Żelazna, Plac Niepodległości (powr.w odwr. kolejn.)
21 – Plac Niepodległości, Żelazna, Waligóry, Buczka (powr. Sienkiewicza, Plac Niepodległości), Sienkiewicza, Zagórska, Zagórze

### Kalendarium
- 1956 r. – Ministerstwo Gospodarki Komunalnej powołało samodzielne przedsiębiorstwo – Miejskie Przedsiębiorstwo Komunikacyjne w Kielcach.
- 1975 r. – utworzono Wojewódzkie Przedsiębiorstwo Komunikacji Miejskiej, składające się z 5 oddziałów tj. Kielc, Radomia, Ostrowca Świętokrzyski, Skarżyska-Kamiennej, Starachowic oraz dwóch Zakładów – Jędrzejowa i Sandomierza. Komunikacja Miejska w tym okresie obejmowała swym zasięgiem 10 miast i ponad 100 wsi obsługującej 726,3 tys. ludności.
- 1 listopada 1980 r. – decyzją Wojewody Kieleckiego nastąpiło wyłączenie oddziałów WPKM i powstały samodzielne Miejskie Przedsiębiorstwa Komunikacyjne.
- 1981 r. – likwidacja WPKM i powstanie samodzielnego Miejskiego Przedsiębiorstwa Komunikacji w Kielcach, któremu podporządkowano Zakład Komunikacji Miejskiej w Jędrzejowie.
- 1990 r. – ze struktury MPK w Kielcach wyłączono Zakład Komunikacji Miejskiej w Jędrzejowie.
- 1991 r. – Miejskie Przedsiębiorstwo Komunikacyjne w Kielcach przekształcono w zakład budżetowy – Miejski Zakład Komunikacji w Kielcach.
- 2001 r. – uroczyste obchody 50-lecia Komunikacji Miejskiej w Kielcach.
- 2002 r. – przekształcenie zakładu budżetowego MZK w Miejskie Przedsiębiorstwo Komunikacji Spółka z o.o.
- 1 lipca 2003 r. – powstaje, powołany uchwałą Nr IX/156/2003 Rady Miejskiej w Kielcach w formie zakładu budżetowego Gminy Kielce, Zarząd Transportu Miejskiego.
- 2008 r.  – utworzenie przedsiębiorstwa "Kieleckie Autobusy Spółka Pracownicza" Sp. z o.o, która w 2008 r. przejęło 55% (obecnie posiada 70%) udziałów MPK Kielce oraz dział Stacji Obsługi[6].
- 2009 – zakup 40 autobusów (35 szt. Solaris Urbino 12 III i 5 szt. Solaris Urbino 10 III) w ramach Programu Operacyjnego Rozwój Polski Wschodniej 2007–2013, projekt o nazwie "Rozwój systemu komunikacji publicznej w Kieleckim Obszarze Metropolitalnym" przez ZTM Kielce[7]
- 2017 r. – zakup 25 autobusów (15 szt. Solaris Urbino 12 IV Hybrid i 10 szt. Solaris Urbino 18 III Hybrid) przez ZTM Kielce.
- 2018 r. – rozstrzygnięcie przetargu na obsługę linii 1–55. Przetarg wygrało MPK Kielce.
- 2018 r. – rozstrzygnięcie przetargu na obsługę linii 102–114. Ponownie przetarg wygrało MPK Kielce.

### Strajk
W 2007 roku władze Kielc zamierzały sprywatyzować MPK. Jedynym zainteresowanym okazała się Veolia Transport Polska. Kierowcy mimo zapewnień firmy bali się o płace i swoje posady i zawiązali akcję protestacyjną. Strajk rozpoczął 14 sierpnia o godzinie 4 nad ranem i trwał 18 dni. Przez ten czas pracownicy okupowali zajezdnię przy ul. Jagiellońskiej, na miasto nie wyjechał żaden autobus. Konieczne okazało się uruchomienie komunikacji zastępczej. W dniu 29.08.2007 o godz. 1.30 w nocy prywatna agencja ochroniarska wynajęta przez UM Kielce spacyfikowała jedną z baz (Pakosz). Kierowców wyrzucono siłą poza teren bazy. Strajkujący parę godzin później o 8.00 odbili bazę. Od tego momentu rozpoczęto rozmowy mające na celu zakończenie strajku.
Po 18 dniach strajku pracowników MPK 30 sierpnia 2007 podpisano porozumienie, w którym zdecydowano o rezygnacji z likwidacji MPK. Utworzono przedsiębiorstwo "Kieleckie Autobusy Spółka Pracownicza" Sp. z o.o, która w 2008 r. przejęło 55% (obecnie posiada 70%) udziałów MPK Kielce oraz dział Stacji Obsługi.

## Historia po 2019 roku – remarszrutyzacja, dworzec autobusowy i nowy przewoźnik

### Kalendarium
- 2019 r. – Rozpoczęcie remarszrutyzacji.
- 2019 r. – Zwiększenie cen biletów.
- 2020 r. – Oddanie do użytku po remoncie dworca autobusowego.
- 2023 r. – Ponowne zwiększenie cen biletów[9].
- 2023 r. – BP Tour staje się drugim, obok MPK, przewoźnikiem w Kielcach[10].
- 2024 r. – Podpisanie umowy na zakup 24 autobusów elektrycznych z dofinansowania unijnego[11].
- 2025 r. – Podpisanie umowy na zakup 5 autobusów elektrycznych do obsługi Śródmieścia z dofinansowaniem unijnym[12].

### Remarszrutyzacja
W marcu 2019 roku Zarząd Transportu Miejskiego rozpoczął pierwotnie trójetapowy proces remarszrutyzacji. Został on podzielony na 3 etapy, aby nie wywołać zamieszania wśród pasażerów. Proces polega na reorganizacji i optymalizacji całej siatki połączeń autobusowych. Zmiany miały miejsce 13 kwietnia 2019 roku, 29 czerwca 2019 roku i 9 października 2021 roku. Niektóre informacje podawały za dodatkowy, IV etap zmiany wprowadzone pod koniec stycznia 2023 roku.

### Etap 1 remarszrutyzacji[13][14]
Zmiany z tego etapu obowiązują od 13 kwietnia 2019 roku. Linie 3, 37 i 40 zostały zlikwidowane. Zmiany tras i rozkładów jazdy dotknęły linii 1, 2, 34, 44, 54, 102 i 112.
Lista zmian:
| Linia | Działanie              | Opis |
| ----- | ---------------------- | --- |
| 1     | Zmiana trasy           | - Ze względu na likwidację linii nr 3, linia zostanie skierowana od Ronda Czwartaków przez ul. Wojska Polskiego, Miodowicza i Jana Pawła II. |
| 2     | Połączenie dwóch linii | - Połączenie z likwidowaną linią nr 40. - Likwidacja kursów wariantowych przez al. Legionów. - Wprowadzenie 16-minutowego taktu. |
| 3     | Likwidacja             | |
| 34    | Zmiana trasy           | - Skierowanie wszystkich kursów do pętli na Bukówce. - Wykonywanie wszystkich kursów ul. Ściegiennego. - Wprowadzenie 15-minutowego taktu. |
| 37    | Likwidacja             | |
| 40    | Likwidacja             | |
| 44    | Zmiana trasy           | - Ze względu na likwidację linii nr 37 autobusy linii nr 44 pojadą od ul. Skrajnej przez ul. Malików do ul. Batalionów Chłopskich. - Skierowanie linii w obie strony przez al. Legionów i ul. M.S. „Barabasza”. - Likwidacja kursów wariantowych.                                                                                 |
| 54    | Zmiana trasy           | - Linia pojedzie od ul. Pileckiego przez ul. Wapiennikową, al. Legionów, ul. Jana Pawła II, Żytnią, Okrzei, Łódzką, Olszewskiego, Skrajną, Pawią, 1 Maja do ul. Częstochowskiej. - Skierowanie linii w obie strony przez al. Legionów. - Synchronizacja z linią 44. - Zapewnienie obsługi ul. Częstochowskiej i ul. Olszewskiego. |
| 102   | Zmiana trasy           | - Likwidacja przejazdu ul. Massalskiego i skierowanie kursów przez ul. Puscha. |
| 112   | Zmiana trasy           | - Skierowanie wszystkich kursów do ul. Zagórskiej i wydłużenie trasy od ul. Malików przez ul. Szajnowicza-Iwanowa do ul. Puscha. - Wprowadzenie 30-minutowego taktu. |

### Etap 2 remarszrutyzacji[15]
Zmiany obowiązują od 29 czerwca 2019 roku. Zlikwidowano linie 15 i 17. Zmieniono linie 30, 103, 105, 107, 112 i 114.
Lista zmian:
| Linia | Działanie                                 | Opis |
| ----- | ----------------------------------------- | --- |
| 15    | Likwidacja                                | |
| 17    | Likwidacja                                | |
| 30    | Zmiana trasy                              | - Ze względu na likwidację linii nr 17, trasa zostaje przedłużona od ul. Sikorskiego do minidworca na os. Świętokrzyskim. - Wprowadzenie 18-minutowego taktu. |
| 103   | Zmiana trasy i zwiększenie częstotliwości | - W związku z likwidacją linii nr 15, autobusy na tej linii będą jeździły częściej. - W celu zapewnienia lepszego połączenia przesiadkowego autobusy jadące w kierunku al. Na Stadion będą wjeżdżać na przystanek al. IX Wieków Kielc UW i zawracać na rondzie G. Herlinga-Grudzińskiego. - Wprowadzenie 25-minutowego taktu.               |
| 105   | Zmiana trasy                              | - W związku z likwidacją linii nr 15, autobusy obsłużą ul. Orkana. - Wszystkie kursy w obu kierunkach odbędą się ul. Piekoszowską. |
| 107   | Zmiana trasy                              | - Ze względu na likwidację linii nr 17, linia obsłuży osiedle Łazy i zostanie skierowana do ulicy Artwińskiego. - Linia otrzyma całkowicie nową trasę: Artwińskiego – Grunwaldzka – Żytnia – Paderewskiego – 1 Maja – Hubalczyków – Gruchawka – Zastawie – Piaseczny Dół – Przęsłowa – Lubiczna – Żelaznogórska – Piaseczny Dół – Gruchawka |
| 112   | Zmiana trasy                              | - W związku ze zmianą trasy linii nr 114, linia obsłuży ulice Sikorskiego i Orląt Lwowskich. |
| 114   | Zmiana trasy                              | - Autobusy pojadą w obie strony ul. Piekoszowską. - Linia będzie kursować od ul. Jesionowej przez ul. Świętokrzyską, al. Solidarności, ul. Górną do pętli przy ul. Żniwnej, a po wakacjach zostanie przedłużona do ul. Uniwersyteckiej. - Wprowadzenie 35-minutowego taktu.                                                                 |

### Pandemia koronawirusa
Przez pandemię koronawirusa wielokrotnie zawieszano lub zmieniano częstotliwość i dni kursowania poszczególnych linii autobusowych. Zawieszeniom lub zmianom kursowania uległy m.in. linie: 23, 53, 55, 104, 105, 108, 0W, 0Z czy N2.

### Otwarcie Dworca Autobusowego
Wraz z otwarciem 1 września 2020 roku po remoncie Dworca Autobusowego przy ul. Czarnowskiej, zmieniony został przebieg linii: 10, 31, 32, 43 i 47. W późniejszych poprawkach rozkładów jazdy Dworzec Autobusowy stał się przystankiem końcowym dla linii: 7, 9, 11, 12, 14, 18, 38, 41 i 45.

### Zmiany w I połowie 2021 roku
W wyniku przeprowadzonych konsultacji społecznych zdecydowano o zmianach w komunikacji miejskiej. 1 stycznia 2021 roku dokonano likwidacji linii 6 oraz zmian w trasach linii 1 i 32. 16 stycznia zmieniono trasy linii 4, 14 i 109. 23 stycznia zlikwidowano linię 39, natomiast linie 8 i 28 uzyskały nowe trasy. 13 lutego zmieniono trasę linii 113.

### Etap 3 remarszrutyzacji[21]
Zmiany obowiązują od 9 października 2021 roku. Zlikwidowano linie 55, 100 i 110 oraz zmieniono linie: 4, 13, 21, 30, 35, 36, 38, 54 i 103
Lista zmian:
| Linia | działanie                              | opis zmian |
| ----- | -------------------------------------- | --- |
| 4     | zmiana trasy                           | - przekierowanie z pętli na Zagnańskiej (Zagnańska Areszt) na Os. Sieje                                                                                       |
| 13    | zmiana trasy                           | - przekierowanie z Podkarczówki (Ołowiana) na Czarnów (Kolberga)                                                                                              |
| 21    | zmiana trasy                           | - przekierowanie z Czarnowa (Kolberga) na pętlę na ul. Kruszelnickiego - utworzenie dodatkowego (skróconego) wariantu do Targów Kielce                        |
| 30    | zmiana trasy                           | - w kierunku północnym będzie przejeżdżać ul. Ściegiennego bez skrętu w ul. Sołtysiaka "Barabasza" i al. Legionów                                             |
| 35    | zmiana trasy, zmiana godzin kursowania | - wydłużenie linii od ul. Żytniej do Podkarczówki (Ołowiana) - zlikwidowany zostanie przejazd ulicami Żelazną i Czarnowską - synchronizacja kursów z linią 46 |
| 36    | zmiana trasy                           | - przekierowanie z pętli na ul. Kruszelnickiego na pętlę na ul. Zagnańskiej - przekierowanie z ul. Artwińskiego na ul. Kaczmarka                              |
| 38    | zmiana trasy                           | - skrócenie trasy – zamiast do ul. Kolberga, będzie dojeżdżać do Dworca Autobusowego                                                                          |
| 54    | zmiana trasy                           | - wydłużenie trasy do pętli na Bukówce - skrócenie trasy o wjazd na ul. Olszewskiego - linia przejeżdżać będzie przez ul. Transportowców                      |
| 55    | Likwidacja                             | |
| 100   | Likwidacja                             | |
| 103   | zmiana trasy                           | - wydłużenie linii do pętli na ul. Olszewskiego - przejazd dodatkowo przez Os. Sieje - brak przejazdu przez rondo im. Herlinga Grudzińskiego                  |
| 110   | Likwidacja                             | |

### Reorganizacja linii w I połowie 2023 roku (IV etap remarszrutyzacji)
28 stycznia 2023 roku wprowadzona została kolejna reorganizacja linii autobusowych. Zmianę przebiegu miały linie 5, 19, 23 i 33, natomiast zlikwidowane zostały linie 105, 106, 109, 111, 113 i C. Ponadto, powstały 2 nowe linie: 24 i 26.
| Linia | działanie              | opis zmian |
| ----- | ---------------------- | --- |
| 5     | zmiana trasy           | - połączenie "starej" linii 5 z linią 111 - nowy przebieg: Pilotów (d. Szybowcowa) – Zalesie - w relacji Zalesie-Pilotów dodatkowy wjazd w ul. Podklasztorną i Kołłątaja - po zakończeniu remontu w rejonie skrzyżowania ul. Jagiellońskiej i Karczówkowskiej brane pod uwagę będzie skierowanie linii przez ul. Karczówkowską i Mielczarskiego |
| 19    | zmiana trasy           | - brak przejazdu ul. Szczecińską i Zagórską - przejęcie od linii 109 obsługi Nowego Folwarku – przejazd ul. Poleską, Domaszowską i Morcinka |
| 23    | zmiana trasy           | - skierowana na Os. Podkarczówka zamiast Os. Ślichowice - pierwotnie brak wjazdu w ul. Hożą i Kolberga, później ogłoszono utrzymanie wjazdu kieszonkowego - obsługa Wojewódzkiego Szpitala Zespolonego i innych jednostek medycznych w okolicy                                                                                                  |
| 24    | utworzenie nowej trasy | - połączenie linii 105 i 113 - pierwotna relacja linii: Os. Na Stoku (d. Sikorskiego) – Kusocińskiego szpital; później ogłoszenie wydłużenia linii do pętli Os. Świętokrzyskie - w ramach dawnej linii 105 nowa linia dokonuje dodatkowego wjazdu kieszonkowego w ul. Orkana                                                                    |
| 26    | utworzenie nowej trasy | - połączenie linii 106 i C - relacja linii: Os. Ślichowice – Cedzyna zalew - wjazdy kieszonkowe na Os. Pod Dalnią oraz ul. Kolberga |
| 33    | zmiana trasy           | - wszystkie kursy wjeżdżają na Os. Sieje |
| 105   | Likwidacja             | - połączenie z linią 113 w linię 24 |
| 106   | Likwidacja             | - połączenie z linią C w linię 26 |
| 109   | Likwidacja             | |
| 111   | Likwidacja             | - połączenie z linią 5 |
| 113   | Likwidacja             | - połączenie z linią 105 w linię 24 |
| C     | Likwidacja             | - połączenie z linią 106 w linię 26 |

### Zmiany od II połowy 2023 roku
Po IV etapie remarszrutyzacji dochodziło do kilku zmian w trasach linii. We wrześniu 2023 roku wydłużono linię 18 do Promnika. W 2024 roku dwukrotnie zmiany dotyczyły linii 33 (utworzenie kursów wariantowych do Mójczy przez ul. Chabrową oraz zmianę trasy przez nową trasę na Dąbrowie II) oraz 108 (początkowo zmiana trasy na ul. Kamińskiego i Podklasztorną, a później również dodanie wjazdu kieszonkowego na nową pętlę Karczówka). W czerwcu zmieniono również trasę 103, co było związane z wydłużeniem wjazdu kieszonkowego na Os. Dąbrowa do nowej pętli autobusowej. We wrześniu 2024 roku, wraz z przywróceniem linii 104, zmieniono jej trasę na Dąbrowie.
Zmiany stałych tras autobusów w 2025 roku rozpoczęły się ogłoszeniem drobnych zmian na liniach 7 i 10 obowiązujących od 1 lutego polegających na dodaniu do trasy przystanku Czarnowska / Dworzec Autobusowy, w związku z czym muszą wykonywać dodatkową pętlę na ul. Czarnowskiej przed wjazdem na dworzec. Podobne zmiany wprowadzono na liniach 9 (od 8 lutego), 11 (od 12 lutego), 12 (od 19 lutego), 43 i 47 (od 5 marca), 14 i 41 (od 8 marca), 38 (od 5 kwietnia) oraz 32 (od 11 kwietnia). 29 marca 2025 roku wprowadzono zmianę na linii 53 polegającą na wydłużeniu kursów weekendowych i świątecznych z pętli Morcinka / działki do pętli Cedzyna Cmentarz. 1 maja uruchomiono linię 16 na trasie Os. Świętokrzyskie – Wschodnia działki.

## Zajezdnie

### Zajezdnia MPK

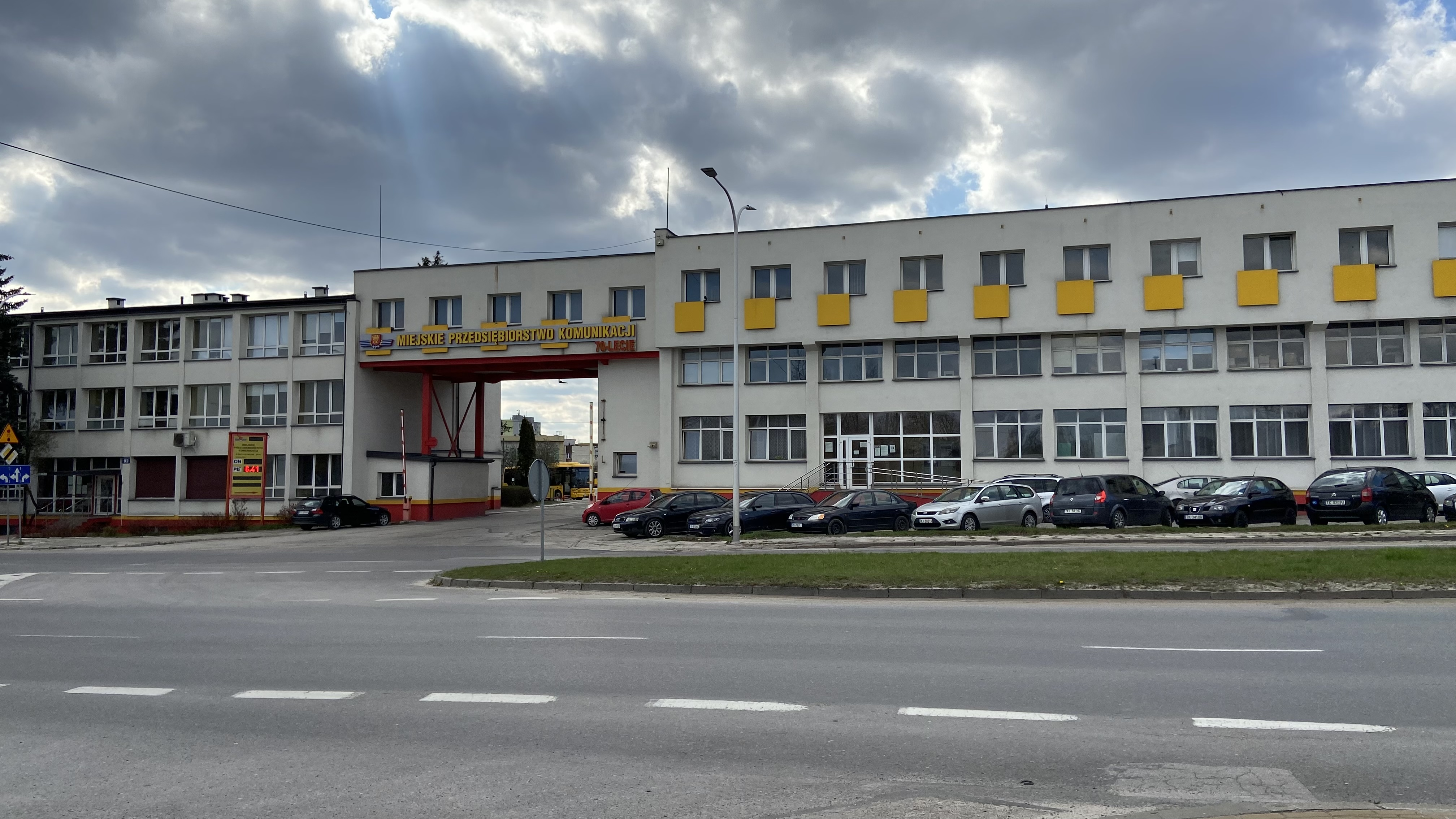
Widok na wjazd do zajezdni autobusowej od strony ul. Jagiellońskiej

Obecnie zaplecze administracyjne, techniczne, miejsca postojowe dla autobusów, stacja benzynowa oraz myjnia mieszczą się w powstałej w 1967 roku zajezdni przy ulicy Jagiellońskiej 92. Jest to jedyna (w latach 1983–2008) zajezdnia MPK i jedna z dwóch (obok zajezdni BP Tour) funkcjonująca na terenie miasta.

### Zajezdnia BP Tour
Wybranie drugiego przewoźnika w ramach komunikacji miejskiej w Kielcach wiązało się z obecnością drugiej zajezdni na terenie miasta. Wraz z wygraną BP Tour, do takich celów została dostosowana działka na przy ulicy Ściegiennego 264.

### Planowana zajezdnia dla autobusów elektrycznych
W czerwcu 2024 roku ZTM rozpoczął poszukiwania gruntów pod nową zajezdnię autobusową w Kielcach. Miałyby w niej być przetrzymywane autobusy elektryczne, które planuje pozyskać miasto. Ostatecznie wybrano działkę znajdującą się przy ul. Kolberga o powierzchni 2 hektarów.

## Pętle autobusowe
Wymieniono istniejące pętle znajdujące się na terenie Kielc.
| Pętla                        | Ulica/ulice                          | Lokalizacja                         | Linie autobusowe                                     | Uwagi        | Zdjęcie |
| ---------------------------- | ------------------------------------ | ----------------------------------- | ---------------------------------------------------- | ------------ | ------- |
| Areszt Śledczy               | Zagnańska                            | Piaski                              | 23, 36                                               |              |         |
| Batalionów Chłopskich        | Batalionów Chłopskich                | Niewachlów I                        | 44                                                   |              |         |
| Bukówka                      | Wojska Polskiego                     | Bukówka                             | 1, 25, 33, 34, 54, 108, N2                           |              |         |
| Cedzyna Cmentarz             | Cmentarna                            | Cedro Mazur                         | 10, 26, 47, 53, F, Z                                 | [ w ]        |         |
| Chorzowska                   | Chorzowska                           | Sitkówka                            | 2, 19, 27, 29, 31                                    |              |         |
| Częstochowska                | Częstochowska                        | Herby                               | 44, 53                                               |              |         |
| Dobromyśl                    | Dobromyśl                            | Dobromyśl                           | 1                                                    |              |         |
| Dworzec Autobusowy           | Czarnowska                           | Centrum/Śródmieście                 | 7, 9, 10, 11, 12, 14, 18, 31, 32, 38, 41, 43, 45, 47 |              |         |
| Kampus UJK                   | Uniwersytecka                        | Nowy Folwark                        | 8, 13, 104                                           |              |         |
| Karczówka                    | Podklasztorna/Karczówkowska          | Karczówka                           | 108                                                  | [ y ]        |         |
| Kolberga                     | Kolberga                             | Czarnów                             | 2, 13, 23, 26                                        |              |         |
| Klecka                       | Klecka                               | Bukówka                             | 25                                                   |              |         |
| Kruszelnickiego              | Z. Kruszelnickiego                   | Niewachlów II                       | 21, 102                                              |              |         |
| Kusocińskiego szpital        | J. Kusocińskiego                     | Pakosz                              | 24, 44                                               |              |         |
| Malików                      | Malików                              | Malików                             | 25, 44, 54, 102, 112                                 | [ z ]        |         |
| Morcinka działki             | G. Morcinka                          | Nowy Folwark                        | 19, 53                                               |              |         |
| Na Stadion                   | al. Na Stadion/Obrzeźna              | Stadion Leśny                       | 4, 103                                               |              |         |
| Olszewskiego                 | K. Olszewskiego                      | Skrzetle                            | 36, 103, 112                                         |              |         |
| Os. Dąbrowa                  | Wincentego z Kielc                   | Dąbrowa                             | 103, 104                                             | [ y ] [ aa ] |         |
| Os. Na Stoku                 | W. Sikorskiego                       | Os. Na Stoku                        | 5, 24. 30, 102, 104, 112, F, N2                      |              |         |
| Os. Pod Dalnią               | al. J. Szajnowicza-Iwanowa/J. Puscha | Os. Pod Dalnią                      | 2, 8, 26, 102, 112                                   |              |         |
| Os. Ślichowice               | E. Massalskiego                      | Os. Ślichowice                      | 8, 26, 27, 29, 46, 102, 108, 112, N1                 |              |         |
| Os. Świętokrzyskie           | J. Nowaka-Jeziorańskiego             | Os. Świętokrzyskie                  | 16, 24, 30, 46, 102, 112, F, N1, N2                  |              |         |
| Piekoszowska                 | Piekoszowska                         | Czarnów                             | 18, 114                                              |              |         |
| Pietraszki                   | Pietraszki                           | Pietraszki                          | 1                                                    |              |         |
| Pileckiego                   | W. Pileckiego                        | Wietrznia                           | 34                                                   |              |         |
| Starogórska                  | Dywizjonu 303/Starogórska            | Dąbrowa                             | 33                                                   |              |         |
| Sukowska                     | Sukowska                             | Dyminy-Wieś/Dyminy-Granice          | 2, 30                                                |              |         |
| Ściegiennego / Weterynaryjna | P. Ściegiennego/ Weterynaryjna       | Dyminy-Wieś                         | 2, 27, 30                                            |              |         |
| Targi Kielce                 | B. Markowskiego                      | Niewachlów I                        | 21, 25                                               |              |         |
| Wschodnia działki            | Wschodnia                            | Ogrody Działkowe im. S. Żeromskiego | 16                                                   |              |         |
| Zagórska                     | Zagórska/Głogowa                     | Wielkopole/Nowy Folwark             | 14, 21, 28, 112                                      |              |         |
| Zagórze                      | Prosta                               | Zagórze                             | 21                                                   |              |         |
| Zalesie                      | Zalesie/Garbarska                    | Zalesie                             | 5                                                    |              |         |
| Żniwna                       | Żniwna/E. Taylora                    | Nowy Folwark                        | 8, 13, 104, 114                                      | [ ac ]       |         |